# 黑麋峰抽水蓄能电站
黑麋峰抽水蓄能电站位于湖南省长沙市望城区桥驿镇，为湖南省第一座抽水蓄能电站。总装机容量120万千瓦，分二期实施。设计安装4台单机30万千瓦单级单转速立轴混流可逆式蓄能机组，电站额定水头295米，设计年发峰荷电量16.06亿千瓦时，年抽水耗用低谷电量21.41亿千瓦时。一期工程2台发电机组，动态投资35亿元，主体工程2005年5月开工，2009年5月完成充水试验，2009年8月23日首台机正式试运行。第二期工程已于2010年7月获得批准，总工期约27个月，工程总投资约14.2亿元。

## 概要
黑麋峰抽水蓄能电站地处桥驿镇内，京广线与长湘公路南侧，北侧紧靠汨罗市高家坊镇，东侧毗连长沙县北山镇，南距长沙市主城区约25公里，西距望城县城高塘岭镇约20公里。电站枢纽分为上水库、输水发电系统和下水库三大建筑。上水库位于黑麋峰西侧山顶，建有两座主坝和两座副坝，正常蓄水位400米，总库容996.50万立方米。下水库位于杨桥东侧山麓湖溪冲，正常蓄水位103.7米，总库容959.32万立方米。